# Відкритий чемпіонат Австралії з тенісу 2010
Відкритий чемпіонат Австралії з тенісу 2010 — тенісний турнір, що проходив між 18 січня та 31 січня 2010 року на кортах Мельбурн-Парку в Мельбурні, Австралія. Це — 98-ий чемпіонат Австралії з тенісу і перший турнір Великого шолома в 2010 році. Турнір входив до програм ATP та WTA турів.
В одиночному розряді свої титули захищали Серена Вільямс та Рафаель Надаль. Серені це вдалося, а Надаль, граючи з травмою, поступився в чвертьфіналі Енді Маррей. У парному розряді, як у чоловіків, так і у жінок, минулорічні чемпіони — брати Браяни та сестри Вільямс зберегли свої титули.

## Результати фінальних матчів

### Дорослі
| Одиночний розряд. Чоловіки                                                                                  |                                      |                      |
| Роджер Федерер                                                                                              | Енді Маррей                          | 6–3, 6–4, 7–6(13–11) |
| Федерер виграв 16-ий титул Великого шолома й учетверте переміг в Австралії.                                 |                                      |                      |
| Одиночний розряд. Жінки                                                                                     |                                      |                      |
| Серена Вільямс                                                                                              | Жустін Енен                          | 6–4, 3–6, 6–2        |
| Для Вільямс це була 12-а перемога в турнірах Великого шолома й п'ята в Австралії.                           |                                      |                      |
| Парний розряд. Чоловіки                                                                                     |                                      |                      |
| Боб Браян Майк Браян                                                                                        | Деніел Нестор Ненад Зімоньїч         | 6–3, 6–7(5–7), 6–3   |
| Для братів Браянів це 8-ий титул Великого шолома й 4-а перемога в Австралії                                 |                                      |                      |
| Парний розряд. Жінки                                                                                        |                                      |                      |
| Серена Вільямс Вінус Вільямс                                                                                | Кара Блек Лізель Губер               | 6–4, 6–3             |
| Сестри Вільямс здобули свою 11-у перемогу в турнірах Великого шолома. Вони вчетверте перемогли в Австралії. |                                      |                      |
| Мікст |                                      |                      |
| Кара Блек Леандер Паес                                                                                      | Катерина Макарова Ярослав Левінський | 7–5, 6–3             |
| З цією перемогою Кара Блек завершила кар'єрний Великий шолом.                                               |                                      |                      |

### Юніори
| Одиночний розряд. Хлопці      |                                |                |
| Тьяго Фернандес               | Шон Берман                     | 7-6 (7-5), 6–3 |
|                               |                                |                |
| Одиночний розряд. Дівчата     |                                |                |
| Кароліна Плішкова             | Лора Робсон                    | 6–1, 7–6(5)    |
|                               |                                |                |
| Парний розряд. Хлопці         |                                |                |
| Джастін Елевелд Яннік Лупеску | Кевін Кравіц Домінік Шульц     | 6–4, 6–4       |
|                               |                                |                |
| Парний розряд. Дівчата        |                                |                |
| Яна Чепелова Шанталь Шкамлова | Тімеа Бабош Габріела Дабровскі | 7–6(1), 6–2    |
|                               |                                |                |